# Kecamatan Kuala (distrikt i Indonesien, lat 4,12, long 96,28)
Kecamatan Kuala (indonesiska: Kuala) är ett distrikt i Indonesien.   Det ligger i provinsen Aceh, i den västra delen av landet, 1 600 km nordväst om huvudstaden Jakarta.